# BL755
A BL755 egy kazettás páncéltörő bomba, melyet az Egyesült Királyságban terveztek és gyártottak. Főleg páncélozott járművek és harckocsik ellen használják, de élőerő ellen is bevethető.

## Leírás
A BL755 kazettás bombát az 1970-es években fejlesztették ki az ampthill-i Hunting Engineering cégnél. Kinézetre egy hagyományos bombára hasonlít, de megkülönböztető jellegzetessége a nagy turbina-szerű légi élesítő lapátok az orr-részen. A négy hátsó vezérsík négyzetes megjelenésű, de közelebbről megvizsgálva láthatóan üreges és teleszkópos. Egy sajtolt alumíniumból készült váz hét szekcióra osztja a bomba belső terét, mindegyik 21 résztöltetet tartalmaz (így összesen 147 darabot). A résztölteteket egy felfúvódó légzsák préseli ki addigi tárolóhelyükről. A légzsák felfújását az eredeti BL755 bomba esetében a légi élesítő lapátok forgása végzi, melyet a légáramlás forgat.
A résztölteteket a biztosító és élesítő egységben tárolják, amely teleszkóposan záródik. Kioldáskor egy rugó löki ki a résztölteteket. Ezután a töltetek elején lévő gyújtószerkezet élesedik, a végükön pedig kinyílnak stabilizátor-szárnyak. Minden egyes résztöltet páncéltörő hatású kumultatív robbanóanyaggal van töltve, burkolatuk pedig robbanáskor nagyjából 1400 darab élőerő elleni repesszé hasad szét. Egy egyszerű kazettás bomba több, mint kétszárezer repeszt szórhat szét.

## Korszerűsítések
Az eredeti BL755 bombát kétszer korszerűsítették. Az IBL755 egy résztöltet korszerűsítés, amely növelte a megbízhatóságot és a páncélátütő képességet.
Az RBL755 az alapmodell magasságmérő radarral ellátott változata, amely közelségi gyújtóként funkcionál, ezzel a résztölteteket képesek optimális magasságban kioldani, így a bombavetést biztonságos távolságban és magasságban végezhetik. A típus kifejlesztését az 1991-es öbölháború tapasztalatai hívták életre. A Panavia Tornadóval végrehajtott támadások során a BL755 bombákat csak előre meghatározott kis magasságban oldhatták ki, így a repülőgépet és személyzetét kiszolgáltatták az ellenséges légvédelmi gépágyúk és kis hatótávolságú légvédelmi rakéták tüzének.

## Alkalmazás
A bombát eredetileg a Brit Királyi Légierő vadászbombázó repülőgépein rendszeresítették: Sea Harrier, Harrier, SEPECAT Jaguar, Panavia Tornado.

### Egyesült Királyság
A BL755 bombákat a Brit Királyi Haditengerészet használta a Falkland-szigeteki háború során, a Brit Királyi Légierő pedig az Öbölháború és a Boszniai háború során.

### Jugoszlávia
1991. október 27-én az esti órákban egy jugoszláv MiG–21 két darab BL755 Mk.3 kazettás bombát dobott Barcs városának külső részére, ezzel személyi sérülést nem, de jelentős anyagi kárt okozva. Az incidenst követően a Magyar Légierő hadrendbe állított 28 darab MiG–29 típusú vadászgépet.

### Zimbabwe
A zimbabwei légierő BAE Hawk típusú repülőgépeit felszerelték BL755 bombákkal, melyeket a ruandai, ugandai és kongói lázadók ellen vetettek be a második kongói háború alatt.

### Irán
Az iráni légierő intenzíven használta a BL755 bombákat az iraki katonák és páncélozott járművek ellen a irak–iráni háború alatt. A bombákat F–4D és F–4E Phantom repülőgépekkel hordozták.

## Rendszeresítők
- Egyesült Királyság – 2007/2008-ban vonták ki a hadrendből.
- India – MiG–27 repülőgépekkel használják.
- Irán
- Németország – Lassan kivonják a hadrendből, váltótípusuk nincs.
- Szerbia – J–22 Orao repülőgépekkel használják.

## Fordítás
- Ez a szócikk részben vagy egészben  a   BL755 című angol Wikipédia-szócikk ezen változatának fordításán alapul.  Az eredeti cikk szerkesztőit annak laptörténete sorolja fel. Ez a jelzés csupán a megfogalmazás eredetét és a szerzői jogokat jelzi, nem szolgál a cikkben szereplő információk forrásmegjelöléseként.